# Liga de Campeones Árabe 1986
La Liga de Campeones Árabe 1986 es la cuarta edición de este torneo de fútbol a nivel de clubes árabes organizado por la UAFA y que contó con la participación de 12 equipos repersentantes de África del Norte y el Medio Oriente, 9 equipos más que en la edición anterior, incluyendo por primera vez equipos de Somalia, Yemen, Túnez, Siria, Jordania y Palestina.
El Al-Rasheed SC de Irak se proclamó como campeón por ser el club que acumuló más puntos en la fase final disputada en Túnez para ser el primer club en defender su título y también por ser el primer club en ganar el torneo sin ser el país anfitrión.

## Participantes
| NA Hussein Dey   | Cuarto lugar del Algerian Championship 1984/85        |
| Al-Rasheed SC    | Campeón Defensor y campeón de la Iraqi League 1984/85 |
| Al-Faisaly       | Campeón de la Jordan League 1984/85                   |
| Al-Arabi SC      | Campeón de la Liga Premier de Kuwait 1984/85          |
| Al-Safa' SC      | Invitado (no hubo campeonato en Líbano)               |
| MAS Fez          | Campeón de la Moroccan Championship 1984/85           |
| Hilal Al-Quds    | Invitado                                              |
| Al-Hilal FC      | Campeón de la Saudi Arabia League 1984/85             |
| Wagad Club       | Campeón de la Somalia League 1985                     |
| Al-Jaish SC      | Campeón de la Syrian League 1984/85                   |
| ES Tunis         | Campeón de la Tunisian Championship 1984/85           |
| Al-Ahli Taizz SC | Invitado (no hubo campeonato en Yemen)                |

## Ronda Preliminar

### Zona 1
El Espérance avanzó a la fase final al eliminar al MAS Fez de Marruecos y al NA Hussein Dey de Argelia en la zona jugada en Túnez.

### Zona 2
El Al-Hilal FC de Arabia Saudita avanzó a la fase final tras eliminar al Al-Ahli Taizz SC de Yemen y al Wagad Club de Somalia en la eliminatoria jugada en Riad.

### Zona 3
El Al-Jaish SC de Siria avanzó a la fase final tras eliminar al Al-Faisaly de Jordania, al Al-Safa' SC de Líbano y al Hilal Al-Quds de Palestina en una cuadrangular jugada en Homs.

## Fase Final
Todos los partidos se jugaron en el Stade El Menzah en Tunis.

### Marcadores
| Equipo 1      | Equipo 2      | Resultado |
| ------------- | ------------- | --------- |
| Al-Rasheed SC | Al-Arabi SC   | 1-0       |
| Al-Hilal FC   | Al-Jaish SC   | 2-1       |
| Al-Jaish SC   | Al-Rasheed SC | 1-3       |
| ES Tunis      | Al-Hilal FC   | 0-0       |
| Al-Hilal FC   | Al-Arabi SC   | 0-0       |
| Al-Jaish SC   | ES Tunis      | 0-1       |
| Al-Rasheed SC | Al-Hilal FC   | 2-1       |
| ES Tunis      | Al-Arabi SC   | 1-0       |
| Al-Jaish SC   | Al-Arabi SC   | 1-2       |
| Al-Rasheed SC | ES Tunis      | 1-0       |

### Posiciones
| Club          | Pts. | J | G | E | P | GF | GC | GD |
| ------------- | ---- | - | - | - | - | -- | -- | -- |
| Al-Rasheed SC | 8    | 4 | 4 | 0 | 0 | 7  | 2  | +5 |
| ES Tunis      | 5    | 4 | 2 | 1 | 1 | 2  | 1  | +1 |
| Al-Hilal FC   | 4    | 4 | 1 | 2 | 1 | 3  | 3  | 0  |
| Al-Arabi SC   | 3    | 4 | 1 | 1 | 2 | 2  | 3  | -1 |
| Al-Jaish SC   | 0    | 4 | 0 | 0 | 4 | 3  | 8  | -5 |

## Campeón
| Liga de Campeones Árabe 1986 |
| ---------------------------- |
| Bandera de Irak              |
| Al-Rasheed SC 2º Título      |